# است. جیمز (مریلند)
است. جیمز (به انگلیسی: St. James) شهری در ایالت مریلند کشور ایالات متحده آمریکا است که جمعیت آن در سرشماری سال ۲۰۱۰ میلادی، ۲٬۹۵۳ نفر بوده‌است.